# 中介體

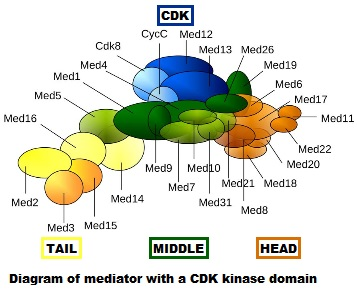
中介體與一些週期蛋白依賴性激酶結合

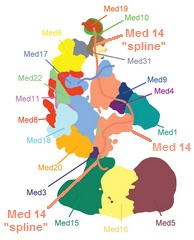
酵母菌的中介體，可見其中MED14蛋白結構多變的內在無序結構域

中介體（Mediator）舊稱DRIP或TRAP，是真核生物細胞核中啟動基因轉錄所需的蛋白質複合體，於1990年由美國生物學家罗杰·科恩伯格發現。中介體可與RNA聚合酶Ⅱ的C端結構域和轉錄因子結合，結合在基因的強化子和啟動子之間，組成轉錄前起始複合體。RNA轉錄起始後中介體和轉錄因子不會馬上自啟動子脫離，而會維持在該處以繼續結合新的RNA聚合酶Ⅱ，開啟新一輪的轉錄。
中介體的組成蛋白因物種而異，如釀酒酵母的中介體有21個核心蛋白，哺乳類的中介體則有約30個，許多中介體的蛋白具有內在無序結構域，為結構較為彈性的區域，可能有助於其改變結構以達成不同功能，除組成的核心蛋白外，中介體還會與一些週期蛋白依賴性激酶（CDK）結合，形成轉錄前起始複合體時與中介體結合的CDK會自其脫落，使RNA聚合酶Ⅱ得以與中介體結合。中介體還會與一個非編碼RNAncRNA-a結合，與其功能有關。
除了調控mRNA（RNA聚合酶Ⅱ）的轉錄外，還有研究顯示酵母菌的中介體參與RNA聚合酶III轉錄tRNA的過程。另外中介體可能還可維持中節與端粒的結構，有些中介體的核心蛋白（MED15、MED23、MED25）參與訊息傳遞路徑，可能為各種訊息傳遞路徑最終藉由影響中介體的蛋白以調控基因表現。